# Toyohashi, Aichi
Toyohashi (豊橋市 (Phong Kiều thị) Toyohashi-shi) là thành phố cảng của tỉnh Aichi, vùng Chūbu, Nhật Bản và là một đô thị trung tâm vùng của vùng này. Thành phố được thành lập từ năm 1906. Xét về quy mô dân số hiện tại, Toyohashi là thành phố lớn thứ hai ở Aichi.
Toyohashi nằm ở phía Đông Nam Aichi. Phía Nam và phía Tây Bắc đều trông ra Thái Bình Dương. Cảng Mikawa là một cảng biển quốc tế và là một điểm xuất nhập khẩu ô tô rất lớn của Nhật Bản. Có tới 50% xe ô tô nhập khẩu vào Nhật Bản đi qua cảng Mikawa và thành phố Toyohashi. Các hãng ô tô Nhật Bản như Toyota, Mitsubishi, Suzuki cũng hay xuất khẩu xe của mình qua cảng này.

## Giáo dục
Đại học
- Đại học Aichi
- Đại học Công nghệ Toyohashi

## Hình ảnh

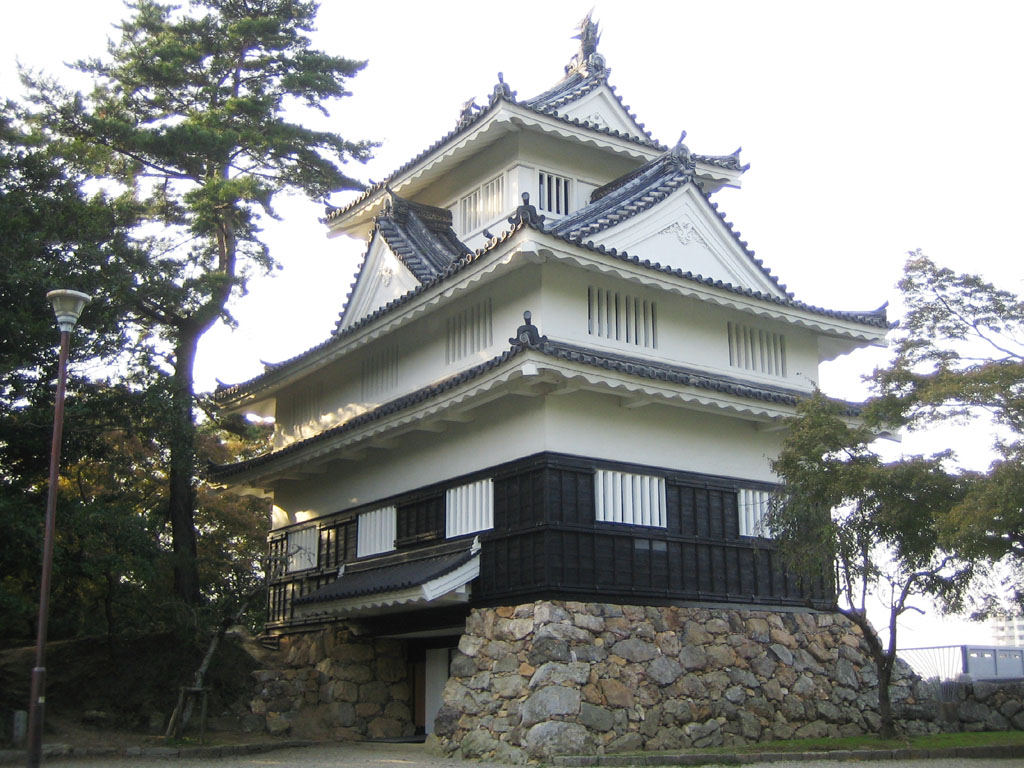
Thành Yoshida
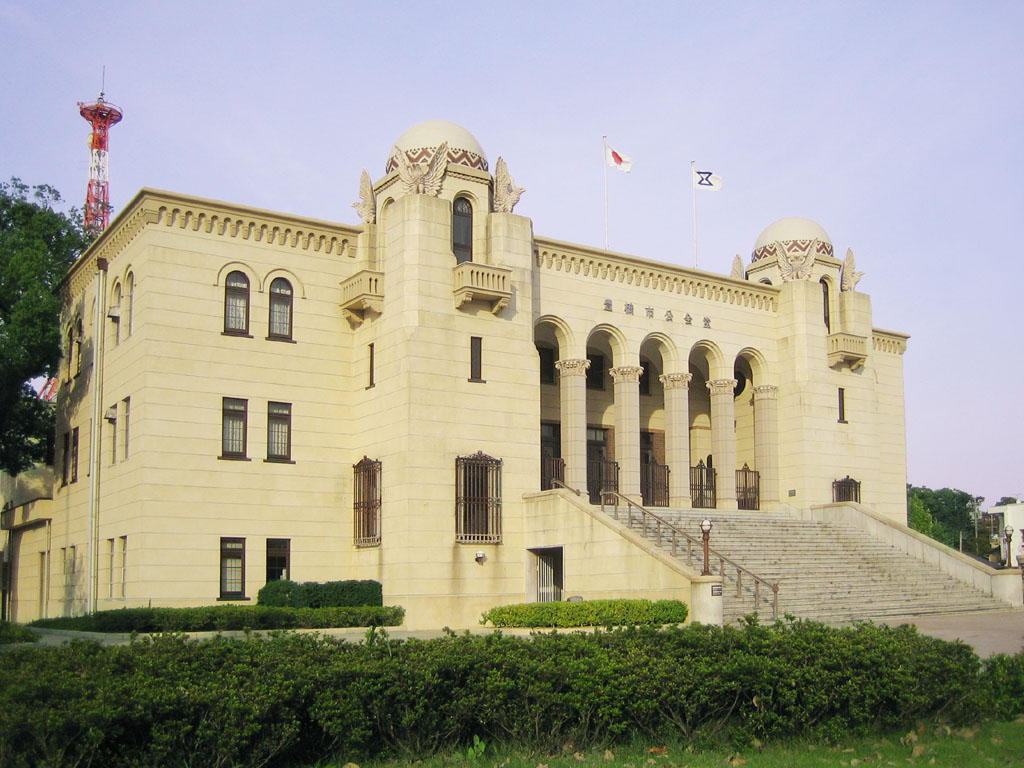
Hội trường công cộng thành phố
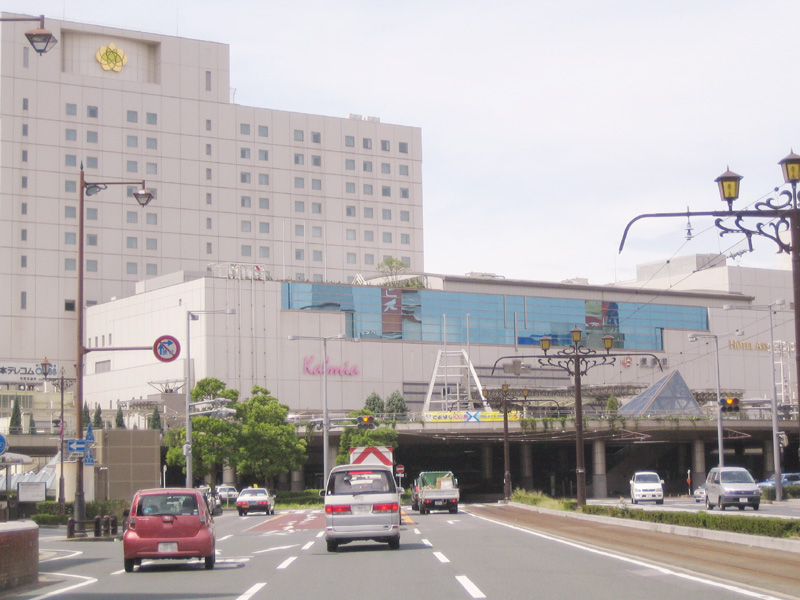
Nhà ga Toyohashi
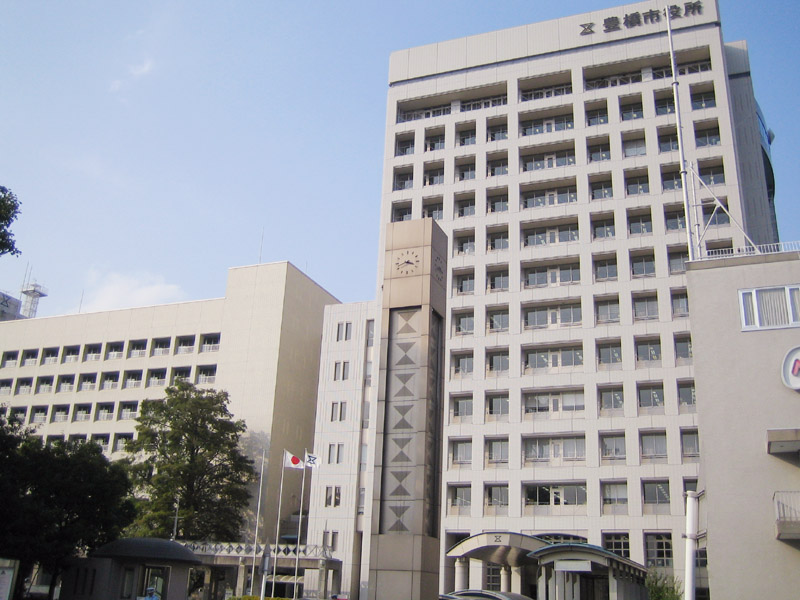
Văn phòng thành phố Toyohashi